# جيم ليونارد
جيم ليونارد (بالإنجليزية: Jim Leonard)‏ هو لاعب كرة قدم أمريكية أمريكي، ولد في 14 فبراير 1910 في Pedricktown, New Jersey ‏ في الولايات المتحدة، وتوفي في 28 نوفمبر 1993 في ودبيري في الولايات المتحدة.